# Dark Engine
Le Dark Engine est un moteur de jeu créé en 1995 par Sean Barrett. Il a été utilisé pour les jeux Dark Project : La Guilde des voleurs (1998), Dark Project 2 : L'Âge de métal (2000) et System Shock 2 (1999).

## Code source
En 2009, une copie complète du code source du Dark Engine a été découverte en possession d'un ancien employé de Looking Glass Studios travaillant toujours pour Eidos Interactive.